# چطور زندگی می‌کنید؟
چطور زندگی می‌کنید؟ (ژاپنی: 君たちはどう生きるか هپبورن: Kimi-tachi wa Dō Ikiru ka) رمانی محصول ۱۹۳۷ به نویسندگی گنزابورو یوشینو است.

## داستان
داستان به نامه‌نگاری و بررسی دیدگاه‌های کوپرو و عمویش می‌پردازد. کوپرو از زندگی خود در مدرسه می‌گوید و عمویش تجربیات خود را برای کمک به برادرزاده‌اش برای مقابله با قلدری و دیگر چیزها نقل می‌کند.

## فیلم میازاکی
این رمان در یکی از صحنه‌های مهم انیمیشن استودیو گیبلی با عنوان چگونه زندگی می‌کنید؟ ظاهر می‌شود. این اثر در سطح بین‌الملل با عنوان پسر و مرغ ماهی‌خوار (۲۰۲۳) منتشر شد. این فیلم که همانند رمان شخصیت اصلی‌اش یک پسر پانرده ساله است، به‌طور اجمالی به قلدری می‌پردازد و مضامین دربارهٔ فلسفه وجود هم دارد، اما از نظر داستانی، یک اثر اقتباسی یا مرتبط با رمان نیست. انتشار این فیلم منجر به افزایش فروش و تجدید چاپ کتاب در ژاپن شد. ایوانامی شوتن اعلام کرد که تیراژ کل این کتاب به ۱٫۸ میلیون نسخه رسیده و آن را به کتاب شماره یک تبدیل کرده است.